# 東京独身男子
『東京独身男子』（とうきょうどくしんだんし）は、テレビ朝日系「土曜ナイトドラマ」で、2019年4月13日から同年6月8日まで放送されたテレビドラマである。主演は高橋一生。あえて結婚しないことにしているアラフォー越えの独身男性3人が、それぞれにある事情から結婚を意識するようになっていく過程を描いていく。

## ストーリー
メガバンク勤務の主人公・石橋太郎、審美歯科医の三好玲也、弁護士事務所のボス・岩倉和彦の3人は、男性に結婚適齢期はないと高をくくり、共に裕福で気ままな独身生活を謳歌する友人関係で、玲也の妹・かずなには「AK男子（あえて〈AETE〉結婚〈KEKKON〉しない男子）」「こじらせ男子」と揶揄されている。しかし女性との関係がうまくいかない太郎は、3年前に別れて以来未練のある竹嶋舞衣が帰国したことを知り心乱れる。再会したものの舞衣は他の男性との結婚の決意を語る。太郎は落ち込み、次に付き合う女性と結婚できなければ一生独身でいると友人たちに宣言する。また玲也は離婚し再婚の意志はないものの、口説いた弁護士の日比野透子と交わろうとしてEDに罹っていることに気付き、和彦は突然自宅で父親の介護をすることになり、介護を押し付けようと恋人にプロポーズするものの、彼女にその本心を見透かされ捨てられる。
3人それぞれに結婚や人生にまつわる決断を迫られる中で、太郎は舞衣の婚約が白紙になったことを知り、慌てて彼女にプロポーズする。友人たちは太郎の行動を心配し、話し合うとする二人の前に舞衣の元婚約者・糸井立樹が現れて太郎を責めたてる。しかし舞衣の誘いで友人たちを交えた温泉旅行に出かけ、そこで立樹と向き合った太郎は彼の人柄と舞衣との仲を知って、身を引く決意をする。フリーになった太郎に対し、かずなは好意を告白するが、太郎自身にとってかずなは妹的存在で戸惑いを覚える。一方で玲也は交際を続けようとしている透子が和彦の部下で、しかも彼もまた透子に好意を寄せていると知り、三角関係に陥る。
立樹と復縁した舞衣は彼との結婚式に太郎らを招待し、かずなを伴って出席した太郎は、舞衣への未練がありながら意地を張って、かずなを結婚前提の恋人と紹介する。太郎はかずなに交際を申し込むものの、舞衣に未練があることは認めてかずなを「ぶっちぎりの“二番”」と評し、対するかずなも「結婚前提」の交際を迫ってこじれる。マッチングアプリやパーティーでそれぞれ他の相手探しをしているうちに騒動に巻き込まれた二人は、改めて対話するうちにいい雰囲気になり、一夜を共にしようとする。しかしその時、立樹とともにシドニーへ行ったはずの舞衣が太郎のもとに現れる。

## 登場人物
〈〉内は設定年齢（公式サイトによる）。

### 主要人物
石橋太郎（いしばし たろう）〈38〉
演 - 高橋一生
巨大銀行の企業リサーチ部門・シニアアナリスト。独身男性。静岡県静岡市出身。親しい友人たちには「太郎ちゃん」と呼ばれている。鋭い洞察力と分析力に特化しているが、人を観る眼があまりに緻密なために、異性との恋愛がどうも上手くいかない。ところが、3年前に海外に行っていたはずの元恋人・竹嶋舞衣が帰国したことで、それまで抱いていた恋愛意識の変化を求められることになる。
舞衣との間には、本音を言いづらく裏腹なことを言ってしまうときには手元のコースターを裏返すという、彼女の提案による符牒がある。
住んでいるマンションの部屋には玲也やかずなたち友人が気軽に出入りしており、彼らに手作りの料理をふるまい、店を出せる腕前と高評価されている。
玲也・和彦とは、玲也に誘われたファスティング道場で親しくなり、SNSでは彼らと「チーム断食」のグループを作っている。
ドラマ内では毎回「アジェンダ」と称して、恋愛に関して分析したことをノートパソコンに記録する場面がある。
三好玲也（みよし れいや）〈37〉
演 - 斎藤工
審美歯科クリニックの院長であり、太郎にとっては頼れる独身仲間。石川県金沢市出身。実はバツイチで、結婚した妻の余りの悪妻ぶりに嫌気が差して離婚した経験がある。しかし妻の視点からは、たびたび関係修復を望んで旅行や高級ディナーなどの場を持とうとしたにもかかわらず、玲也が多忙を理由に約束をすっぽかし続けたことなどが理由と指摘されている。
再び自由を得た喜びに浸っていた最中に、男性更年期障害によるEDという問題に襲われることになる。離婚のこともあって再婚は望まないでいたが、子供がほしいという願望を持つようになり、結婚を再び考え始める。
岩倉和彦（いわくら かずひこ）〈45〉
演 - 滝藤賢一
自身が運営している「岩倉・木村・オースティン法律事務所」所属の弁護士、いわゆるボス弁。長崎県長崎市出身。仕事も順調で、結婚を約束している女性がいたが、父親の介護問題が発生し、それに伴い妻となる彼女に介護を押し付けるためにプロポーズした行動の裏を見透かされ、激怒され捨てられる。その後も介護問題に対応するために結婚相手を求める。
部下である透子のことが気になっているが、コンプライアンス違反を意識して無理な誘いはしていない。
三好かずな（みよし かずな）〈32〉
演 - 仲里依紗
玲也の妹で、兄が運営する審美歯科クリニックの受付嬢。表向きは受付なのだが、実は兄に成り代わってクリニックを取り仕切っているしっかり者。
竹嶋舞衣（たけしま まい）
演 - 高橋メアリージュン
ツアーコーディネーターで、太郎の元恋人。3年前に海外に渡航していたはずなのだが、突然帰国してきた。
日比野透子（ひびの とうこ）
演 - 桜井ユキ
和彦が運営する弁護士事務所所属の女性弁護士。太郎らが行きつけのバーで一人酒をしていたところを玲也に口説かれ、当初はつれない態度をとっていたが、自ら彼のクリニックを訪れ関係を持とうとする。普段の仕事振りは有能で和彦にも高く評価されている。また彼女も和彦を尊敬している。恋愛に対しては積極的に男性と一線を越えてみようとするアグレッシブさを持つが、「誰かに幸せを証明してもらう必要はない」という理由で結婚願望がない「AK女子」。

### 主要人物の関係者
糸井立樹（いとい りつき）
演 - 早乙女太一
竹嶋舞衣の現在の婚約者。日本国内6店舗・国外3店舗のラーメン店チェーン・「ラーメンいとい」を経営している。創意工夫を凝らした店づくりで好評を得ており、TV出演歴もある著名人。太郎と出会った当初は嫉妬から粗野な態度を取り、そのことから太郎に恋敵としてみくびられていたが、舞衣を思って身を引こうとする。太郎が身を引いたあと舞衣と復縁して結婚、シドニーでの新支店開店のため、舞衣を伴って渡航する。
吉住レイカ（よしずみ れいか）
演 - 宮本茉由
太郎、玲也、和彦が行きつけにしているバーの店員。実は音楽業界に伝手があり、大規模な誕生パーティーを開かれるほどの存在で、その場で玲也を口説こうとする。また玲也のメンズクリニック通いを知っている。
谷川理子（たにがわ りこ）
演 - 内藤理沙
玲也が運営する審美歯科クリニックの新人受付嬢。
渡辺早紀（わたなべ さき）
演 - 仁科あい
玲也が運営する審美歯科クリニックの受付嬢。
加藤泰司（かとう やすし）
演 - ノゾエ征爾
太郎の同僚。
小川雄太（おがわ ゆうた）
演 - 金時むすこ
太郎の同僚。
岩倉和雄（いわくら かずお）
演 - 小野武彦
和彦の父。寿司職人で、店は和彦の兄が継いでいる。病気で介護の必要な状態になり、追い詰められた兄の頼みで和彦に引き取られる。介護ベッドが必要な状態だが口は達者で、ヘルパーに文句をつけ、和彦に愚痴をぶつけるなど悩ませている。太郎らの恋愛話には年長者としての経験を踏まえたアドバイスをする。
志水薫（しみず かおる）
演 - 野波麻帆
三好の元妻。
榊みのり（さかき みのり）
演 - 星野真里
駅前に新しくできたクリニックの医院長。
石橋寿美代（いしばし すみよ）
演 - 萬田久子
太郎の母。
和彦の兄
演 - 玉置孝匡
和彦の恋人
演 - 松本若菜

## スタッフ
- 脚本 - 金子ありさ
- 音楽 - 河野伸
- 主題歌 - 高橋一生「きみに会いたい -Dance with you-」（ユニバーサルシグマ）※ Produced by 宮本浩次（エレファントカシマシ）[9]
- 金融監修 - 宿輪純一
- リサーチ - 喜多あおい
- 歯科医事指導 - 麻布シティデンタルクリニック
- 法律監修 - 渡邉智宏
- 制作協力 - アズバーズ
- ゼネラルプロデューサー - 横地郁英（テレビ朝日）
- プロデューサー - 中川慎子（テレビ朝日）、菊池誠（アズバーズ）、岡美鶴（アズバーズ）
- 演出 - 樹下直美、タナダユキ、松本喜代美
- 制作著作 - テレビ朝日

## 放送日程
| 各話          | 放送日  | ラテ欄                                                   | 演出       | 視聴率 |
| ------------- | ------- | -------------------------------------------------------- | ---------- | ------ |
| episode1      | 4月13日 | あえて結婚しない…AK男子!! 今のままで幸せです!?           | 樹下直美   | 5.7%   |
| episode2      | 4月20日 | 露天温泉で…あえて結婚しない男女6人が修羅場!! でも幸せ!?  | タナダユキ | 3.2%   |
| episode3      | 5月04日 | 平成も令和も一人が幸せ…!? 衝撃の告白                     | 樹下直美   | 4.0%   |
| episode4      | 5月11日 | 独身を卒業します!? 一人で涙流すホテル…衝撃の結末         | 松本喜代美 |        |
| episode5      | 5月18日 | ついに!? あえて結婚しない女子が登場…!! 恐怖の晩餐        | タナダユキ |        |
| episode6      | 5月25日 | アラフォー独身問題 運命の人間ドック…!? 元嫁の逆襲        | 樹下直美   |        |
| episode7      | 6月01日 | 最終章! あえて結婚しない男たち解散へ!! 38年目の初告白…!? | タナダユキ |        |
| Final episode | 6月08日 | 最終回!! 結婚しないのが幸せ!? 母も衝撃…涙の決断へ        | 樹下直美   |        |

- 4月27日は放送休止[1]（映画『アベンジャーズ』放送〈22:15 - 翌0:20〉のため[2]）。